# Ridillo
I Ridillo sono un gruppo musicale funk/soul italiano, formatosi tra le province di Reggio Emilia e Mantova nel 1991.

## Storia

### Anni novanta
Nel 1992 vincono il secondo premio dello Yamaha Music Quest, concorso internazionale che si svolge ogni anno in Giappone, nel 1994 vincono il primo premio di Roxy Bar di Videomusic e nel 1995 pubblicano il loro primo singolo Cartoline, cover di un successo di Mina prodotto da Valerio Gallorini per Mama Records.
Nel 1996 esce il primo album dal titolo Ridillo. Con il singolo MondoNuovo si presentano a Un disco per l'estate e partecipano a trasmissioni come Roxy Bar, Help, Superclassifica Show e Gelato al limone. Il successivo singolo Festa in 2 riscuote consensi radiofonici. Infine a inizio '97 esce Arrivano i nostri (Sarà quel che sarà), quarto e ultimo singolo dall'album d'esordio. Nell'estate 1997, durante il transito della Cometa Hale-Bopp, i Ridillo pubblicano Figli di una buona stella, che il gruppo esegue dal vivo durante l'apertura dei concerti come gruppo supporto agli Earth, Wind & Fire. Per tutto l'anno i Ridillo si esibiscono in Italia e Svizzera, dove partecipano anche ad alcuni festival. Vincono il Premio Titano-Festival S. Marino (sponsorizzato dalla Repubblica di San Marino e da Radio Capital) come migliore gruppo dal vivo 1997/98.
Nel 1998 esce il loro secondo album, Ridillove, da cui estraggono il singolo Mangio amore. Successivamente effettuano due tournée, e al termine l'album viene ristampato con un secondo CD dal vivo e intitolato Ridillove+Ridillive.

### Anni duemila
Il terzo album, prodotto dalla Best Sound e pubblicato da BMG Ricordi nel febbraio del 2000, si intitola Folk'n'funk lasciando, già dal titolo, comprenderne il filo conduttore: l'album infatti presenta un'ulteriore evoluzione del gruppo, che si avventura in sonorità nuove: dal funky fuso al nuovo soul, alle melodie italiane, arrivando alle contaminazioni con la musica popolare.
Nel 2001 i Ridillo festeggiano i loro dieci anni firmando un nuovo contratto con l'etichetta New Music International di Pippo Landro che produce due nuovi singoli: La vera disco e Prima, durante, dopo. Nell'estate 2002 esce il singolo Passo le mie notti qui da solo, cover di Stevie Wonder, realizzata insieme ai Montefiori Cocktail e di nuovo prodotto da Pippo Landro. Nel 2003 esce il singolo Uomo e donna, ore 10 dentro a un letto, titolo ispirato ad una poesia di Charles Bukowski del 1973; la band viene accompagnata per l'occasione dal celebre musicista ed arrangiatore brasiliano Eumir Deodato.
Nel 2004 esce l'album Weekend al Funkafè, che vede la partecipazione di Eumir Deodato, Carmen Villani, Sam Paglia, Montefiori Cocktail e Dario Vergassola e che contiene anche le due cover Passo le mie notti qui da solo (di Stevie Wonder) e Splendida giornata (di Vasco Rossi). Durante il 2005 sono in tour con Gianni Morandi.
Nel giugno del 2007 esce il quinto album dei Ridillo: Soul assai brillante, nuovo progetto discografico che viene definito dal gruppo "la via italiana al soul". Vi si ritrovano riferimenti a grandi classici della musica nera, da sempre fondamentale nel loro percorso musicale, affrontata, a detta loro "non più come citazioni o elementi ispiratori, ma come temi da svolgere, come un vero e proprio esame di maturità artistica attraverso una chiave interpretativa molto personale che rappresenta la cifra di questo nuovo lavoro".
Nel 2008 esce Hello!, sesto album, compendio di una intensa produzione musicale tracciata nel solco del funky e del soul, contenente rivisitazioni di vecchi brani e due tracce inedite (Stop alle telefonate (Estate) e L'elastico).

### Anni 2010
A maggio 2011 è stato pubblicato l'album Playboys. Sempre nello stesso anno, dal 4 luglio al 10 settembre, la sigla della trasmissione Suoni d'estate (curata e condotta da Gianmaurizio Foderaro ed andata in onda su Radio 1) va in onda con l'arrangiamento dei Ridillo.
Nel 2015 escono con il nuovo singolo Everybody Funky e un nuovo album: 1995-2015 Funk Made in Italy che include 4 inediti più altre 10 tracce recuperate da vecchi provini, live e remix; il tutto contenuto in un cofanetto con 3 cd che comprende anche la ristampa dei primi 2 album Ridillo e Ridillove. Nel maggio del 2016 viene pubblicato un nuovo singolo: Dolce di giorno (Funk Made in Italy), una funkeggiante cover del classico di Lucio Battisti/Mogol portato al successo dai Dik Dik. Il brano verrà più avanti incluso nel loro album del 2022: 30 anni suonati.
Il 29 gennaio 2017, pochi giorni dopo la pubblicazione del nuovo singolo Paura di un bacio, i Ridillo si esibiscono nuovamente sul palco del Blue Note di Milano. La registrazione del concerto diventa Live at the Blue Note Milano, il primo album dal vivo della band, che esce in doppio cd il 12 maggio, mentre per il download digitale è già disponibile dal 3 maggio. Il 18 settembre, per la inaugurazione del nuovo programma di Radio Deejay, Tuttorial di Luca Bottura, sono gli esecutori della sigla del programma, una parodia della sigla di Deejay chiama Italia, originariamente eseguita dal gruppo Elio e le Storie Tese.
Il 23 marzo 2018, preceduto dal singolo Pianeta Terra, esce il nuovo album di inediti Pronti, Funky, Via!. Il 29 novembre 2019 muore il batterista Renzo Finardi all'età di 56 anni. Anche Gianni Morandi partecipa alle esequie.
Nel 2020 esce il film Si muore solo da vivi nel quale i Ridillo fanno una breve apparizione. La loro versione di Arriva la bomba compare nella colonna sonora. Durante l'intero 2021, l'anno del trentennale della band, escono dodici singoli con cadenza mensile che vengono infine raccolti nell'album 30 anni suonati a inizio 2022, assieme ad alcuni singoli precedenti. In occasione del Record Store Day, il 12 giugno la BMG pubblica su doppio vinile colorato una nuova edizione dell'album Ridillove, che include anche molti remix risalenti al 1997-98.

## Formazione
- Daniele "Bengi" Benati - voce, chitarra
- Claudio Zanoni - tromba, chitarra, voce
- Alberto Benati - tastiere, voce
- Paolo D'Errico - basso, fischio, voce
- Renzo Finardi - batteria, percussioni

## Discografia

### Album in studio
- 1996 – Ridillo
- 1998 – Ridillove
- 2000 – Folk'n'funk
- 2004 – Weekend al Funkafè
- 2007 – Soul assai brillante
- 2011 – Playboys
- 2018 – Pronti, Funky, Via!
- 2022 – 30 anni suonati
- 2025 – Poesie orecchiabili

### Album dal vivo
- 2017 – Live at the Blue Note Milano

### Raccolte
- 2008 – Hello!
- 2015 – Italian Soul
- 2015 – 1995-2015 Funk Made in Italy
- 2015 – Ridillo-The Best/Meglio Ridirlo
- 2017 – Say It Again!

### Singoli
- 1995 – Cartoline
- 1997 – Figli di una buona stella
- 1998 – Mangio amore
- 2000 – Rinascerò
- 2001 – La vera disco
- 2001 – Prima, durante, dopo
- 2002 – Passo le mie notti qui da solo
- 2003 – Uomo e donna, ore 10 dentro a un letto
- 2008 – Talmente donna (More Than a Woman)
- 2008 – Stop alle telefonate (Estate)
- 2008 – L'elastico
- 2009 – Mister Tal dei Tali
- 2010 – Bravo ragazzo
- 2011 – Un segreto
- 2012 – More amore
- 2015 – Everybody Funky
- 2015 – Ho (Voce del verbo avere)
- 2016 – Dolce di giorno (Funk Made in Italy)
- 2017 – Paura di un bacio
- 2018 – Pianeta Terra
- 2018 – Funkora
- 2018 – Niente da perdere
- 2019 – Stasera che sera
- 2020 – Arriva la bomba
- 2020 – Un mondo su misura (What a Wonderful World)
- 2020 – Cosa sarà (feat. Manuel Benati)
- 2021 – Mangio amore 2021
- 2021 – L'ira di Dio 2021
- 2021 – Il lo la i gli le
- 2021 – Ridillo forever (feat. Fitness Forever)
- 2021 – Club Califfo
- 2021 – Figli di una buona stella 2021
- 2021 – Star in This Party
- 2021 – Fiore di carta (How Deep Is Your Love) (feat. Evequartett)
- 2021 – Calma calma calma (Pick Up the Pieces) (feat. Danny Losito)
- 2021 – Un albero di 30 piani
- 2021 – Aridaje
- 2022 – Bene o male (feat. Johnson Righeira)
- 2023 – Sfuocato (radio edit 2023)
- 2023 – Funk you
- 2025 – Non ti ricordi più (feat. Guido Catalano)
- 2025 – Sono buono
- 2025 – Quelli che non saluti (feat. Hura Hara)